# FA Women's Cup
Football Association Women's Challenge Cup Competition, thường được biết đến với tên gọi ngắn là FA Women's Cup (Cúp FA nữ), là giải đấu cúp bóng đá nữ cấu câu lạc bộ tại Anh.
Giải đấu được Women's Football Association (WFA) tổ chức bắt đầu vào mùa giải 1970–71 với tên Mitre Challenge Trophy với sự tham dự của cả các câu lạc bộ Scotland và Wales.
Kể từ khi Hiệp hội bóng đá Anh (FA) chính thức nằm quyền điều hành bóng đá Anh vào năm 1993, các đội bóng liên kết với các câu lạc bộ từ Giải bóng đá Ngoại hạng Anh và Football League tỏ ra chiếm ưu thế và thay đổi bộ mặt giải đấu.
Đội bóng thánh công nhất giải là Arsenal với 14 lần lên ngôi vô địch. Đương kim vô địch là Chelsea.

## Thể thức
Các câu lạc bộ từ các hạng đấu cao không phải tham dự vòng loại.
- Tham dự từ vòng loại thứ ba: FA Women's Premier League Division One (lên tới 48 đội)
- Tham dự từ vòng hai: FA Women's Premier League Northern & Southern Division (24)
- Tham dự từ vòng ba: FA WSL 2 (10)
- Tham dự từ vòng năm (Vòng 16 đội): FA WSL 1 (9)

Có ba vòng đấu loại được tổ chức theo khu vực địa lý.

## Danh sách trận chung kết
| Năm  | Vô địch              | Tỉ số                 | Á quân               |
| ---- | -------------------- | --------------------- | -------------------- |
| 1971 | Southampton          | 4–1                   | Stewarton Thistle    |
| 1972 | Southampton          | 3–2                   | Lee's Ladies         |
| 1973 | Southampton          | 2–0                   | Westthorn United     |
| 1974 | Fodens               | 2–1                   | Southampton          |
| 1975 | Southampton          | 4–2                   | Warminster           |
| 1976 | Southampton          | 2–1 (h.p.)            | Queen's Park Rangers |
| 1977 | Queen's Park Rangers | 1–0                   | Southampton          |
| 1978 | Southampton          | 8–2                   | Queen's Park Rangers |
| 1979 | Southampton          | 1–0                   | Lowestoft            |
| 1980 | St Helens            | 1–0                   | Preston North End    |
| 1981 | Southampton          | 4–2                   | St Helens            |
| 1982 | Lowestoft            | 2–0                   | Cleveland Spartans   |
| 1983 | Doncaster Belles     | 3–2                   | St Helens            |
| 1984 | Howbury Grange       | 4–2                   | Doncaster Belles     |
| 1985 | Friends of Fulham    | 2–0                   | Doncaster Belles     |
| 1986 | Norwich              | 4–3                   | Doncaster Belles     |
| 1987 | Doncaster Belles     | 2–0                   | St Helens            |
| 1988 | Doncaster Belles     | 3–1                   | Leasowe Pacific      |
| 1989 | Leasowe Pacific      | 3–2                   | Friends of Fulham    |
| 1990 | Doncaster Belles     | 1–0                   | Friends of Fulham    |
| 1991 | Millwall             | 1–0                   | Doncaster Belles     |
| 1992 | Doncaster Belles     | 4–0                   | Red Star Southampton |
| 1993 | Arsenal              | 3–0                   | Doncaster Belles     |
| 1994 | Doncaster Belles     | 1–0                   | Knowsley United      |
| 1995 | Arsenal              | 3–2                   | Liverpool            |
| 1996 | Croydon              | 1–1 (h.p.) (3–2 pen.) | Liverpool            |
| 1997 | Millwall             | 1–0                   | Wembley              |
| 1998 | Arsenal              | 3–2                   | Croydon              |
| 1999 | Arsenal              | 2–0                   | Southampton Saints   |
| 2000 | Croydon              | 2–1                   | Doncaster Belles     |
| 2001 | Arsenal              | 1–0                   | Fulham               |
| 2002 | Fulham               | 2–1                   | Doncaster Belles     |
| 2003 | Fulham               | 3–0                   | Charlton Athletic    |
| 2004 | Arsenal              | 3–0                   | Charlton Athletic    |
| 2005 | Charlton Athletic    | 1–0                   | Everton              |
| 2006 | Arsenal              | 5–0                   | Leeds United         |
| 2007 | Arsenal              | 4–1                   | Charlton Athletic    |
| 2008 | Arsenal              | 4–1                   | Leeds United         |
| 2009 | Arsenal              | 2–1                   | Sunderland           |
| 2010 | Everton              | 3–2 (h.p.)            | Arsenal              |
| 2011 | Arsenal              | 2–0                   | Bristol Academy      |
| 2012 | Birmingham City      | 2–2 (h.p.) (3–2 pen.) | Chelsea              |
| 2013 | Arsenal              | 3–0                   | Bristol Academy      |
| 2014 | Arsenal              | 2–0                   | Everton              |
| 2015 | Chelsea              | 1–0                   | Notts County         |
| 2016 | Arsenal              | 1–0                   | Chelsea              |
| 2017 | Manchester City      | 4–1                   | Birmingham City      |
| 2018 | Chelsea              | 3–1                   | Arsenal              |
| 2019 | Manchester City      | 3–0                   | West Ham United      |
| 2020 | Manchester City      | 3–1 (h.p.)            | Everton              |
| 2021 | Chelsea              | 3–0                   | Arsenal              |
| 2022 | Chelsea              | 3–2 (h.p.)            | Manchester City      |
| 2023 | Chelsea              | 1–0                   | Manchester United    |

### Thành tích theo câu lạc bộ
| Câu lạc bộ                               | Vô địch | Á quân | Năm vô địch |
| ---------------------------------------- | ------- | ------ | --- |
| Arsenal                                  | 14      | 3      | 1992–93, 1994–95, 1997–98, 1998–99, 2000–01, 2003–04, 2005–06, 2006–07, 2007–08, 2008–09, 2010–11, 2012–13, 2013–14, 2015–16 |
| Southampton                              | 8       | 2      | 1970–71, 1971–72, 1972–73, 1974–75, 1975–76, 1977–78, 1978–79, 1980–81                                                       |
| Doncaster Belles                         | 6       | 7      | 1982–83, 1986–87, 1987–88, 1989–90, 1991–92, 1993–94                                                                         |
| Chelsea                                  | 5       | 2      | 2014–15, 2017–18, 2020–2021, 2021–22, 2022–23                                                                                |
| Croydon/ Charlton Athletic               | 3       | 4      | 1995–96, 1999–2000, 2004–05                                                                                                  |
| Everton[A]                               | 2       | 4      | 1988–89, 2009–10 |
| Fulham                                   | 2       | 1      | 2001–02, 2002–03 |
| Millwall Lionesses                       | 2       | 0      | 1990–91, 1996–97 |
| St Helens                                | 1       | 3      | 1979–80 |
| Queen's Park Rangers                     | 1       | 2      | 1976–77 |
| Friends of Fulham                        | 1       | 2      | 1984–85 |
| Lowestoft                                | 1       | 1      | 1981–82 |
| Fodens                                   | 1       | 0      | 1973–74 |
| Howbury Grange                           | 1       | 0      | 1983–84 |
| Norwich                                  | 1       | 0      | 1985–86 |
| Birmingham City                          | 1       | 1      | 2011–12 |
| Knowsley United/ Liverpool               | 0       | 2      | – |
| Stewarton & Thistle/ Lee's Ladies        | 0       | 2      | – |
| Red Star Southampton/ Southampton Saints | 0       | 2      | – |
| Leeds United                             | 0       | 2      | – |
| Bristol Academy                          | 0       | 2      | – |
| Westhorn United                          | 0       | 1      | – |
| Warminster                               | 0       | 1      | – |
| Preston North End                        | 0       | 1      | – |
| Cleveland Spartans                       | 0       | 1      | – |
| Knowsley United                          | 0       | 1      | – |
| Wembley                                  | 0       | 1      | – |
| Sunderland                               | 0       | 1      | – |
| Notts County                             | 0       | 1      | – |
| West Ham United                          | 0       | 1      | – |

Từ 2000 tới 2008, đội vô địch cúp FA đấu với đội vô địch FA Women's Premier League National Division trong trận tranh FA Women's Community Shield và đấu với đội vô địch FA Women's Super League từ năm 2020.
A. ^  Everton F.C. trước đây có tên là Leasowe Pacific.